# ATP Warschau
Das ATP-Turnier von Warschau (offiziell: Orange Warsaw Open, zuvor Orange Prokom Open) war ein Herren-Tennisturnier und wurde im Freien auf Sandplatz ausgetragen.

## Geschichte
Das Turnier wurde erstmals 2001 im polnischen Sopot ausgetragen, es ersetzte dabei das Turnier von San Marino im Tourkalender. 2008 wechselte das Turnier den Standort in die Hauptstadt des Landes, wurde aber nur einmal in Warschau ausgetragen – danach wurde das Turnier auf unbestimmte Zeit stillgelegt. Im Jahr 2011 wurde die Turnierlizenz an das Turnier in Kitzbühel verkauft, das seinerseits eine einjährige Pause vom Tourkalender eingelegt hatte.

## Siegerliste
Rekordsieger im Einzel sind mit je zwei Siegen Nikolai Dawydenko und Tommy Robredo; im Doppel konnten die Lokalmatadoren Mariusz Fyrstenberg und Marcin Matkowski sogar viermal den Titel holen. In Sopot gewann Rafael Nadal seinen ersten Titel auf der ATP Tour.

### Einzel
| Austragungsort | Jahr | Sieger                | Finalgegner      | Finalergebnis  |
| Warschau       |      |                       |                  |                |
| -------------- | ---- | --------------------- | ---------------- | -------------- |
| Warschau       | 2008 | Nikolai Dawydenko (2) | Tommy Robredo    | 6:3, 6:3       |
| Sopot          | 2007 | Tommy Robredo (2)     | José Acasuso     | 7:5, 6:0       |
| Sopot          | 2006 | Nikolai Dawydenko (1) | Florian Mayer    | 7:66, 5:7, 6:4 |
| Sopot          | 2005 | Gaël Monfils          | Florian Mayer    | 7:66, 4:6, 7:5 |
| Sopot          | 2004 | Rafael Nadal          | José Acasuso     | 6:3, 6:4       |
| Sopot          | 2003 | Guillermo Coria       | David Ferrer     | 7:5, 6:1       |
| Sopot          | 2002 | José Acasuso          | Franco Squillari | 2:6, 6:1, 6:3  |
| Sopot          | 2001 | Tommy Robredo (1)     | Albert Portas    | 1:6, 7:5, 7:62 |

### Doppel
| Austragungsort | Jahr | Sieger                                       | Finalgegner                            | Finalergebnis    |
| Warschau       |      |                                              |                                        |                  |
| -------------- | ---- | -------------------------------------------- | -------------------------------------- | ---------------- |
| Warschau       | 2008 | Mariusz Fyrstenberg (4) Marcin Matkowski (4) | Nikolai Dawydenko Juri Schtschukin     | 6:0, 3:6, [10:6] |
| Sopot          | 2007 | Mariusz Fyrstenberg (3) Marcin Matkowski (3) | Martín Alberto García Sebastián Prieto | 6:1, 6:1         |
| Sopot          | 2006 | František Čermák (3) Leoš Friedl (3)         | Martín Alberto García Sebastián Prieto | 6:3, 7:5         |
| Sopot          | 2005 | Mariusz Fyrstenberg (2) Marcin Matkowski (2) | Lucas Arnold Ker Sebastián Prieto      | 7:67, 6:4        |
| Sopot          | 2004 | František Čermák (2) Leoš Friedl (2)         | Martín Alberto García Sebastián Prieto | 2:6, 6:2, 6:3    |
| Sopot          | 2003 | Mariusz Fyrstenberg (1) Marcin Matkowski (1) | František Čermák Leoš Friedl           | 6:4, 6:77, 6:3   |
| Sopot          | 2002 | František Čermák (1) Leoš Friedl (1)         | Jeff Coetzee Nathan Healey             | 7:5, 7:5         |
| Sopot          | 2001 | Paul Hanley Nathan Healey                    | Irakli Labadse Attila Sávolt           | 7:610, 6:2       |